# Денисова, Людмила Георгиевна
Людмила Георгиевна Денисова (3 июля 1947, Ленинград — 19 июня 1996, Москва) — российский ученый, методист, руководитель лаборатории обучения иностранным языкам Института общего образования Министерства образования Российской Федерации. Популяризатор метода Г. Лозанова в России. Автор трех учебников по английскому языку для учащихся общеобразовательных школ (один из учебников написан в соавторстве с профессором С. М. Мезениным), а также сопутствующих учебных материалов — книги для чтения и книги для учителя.

## Биография
В 1968 году с отличием окончила романо-германское отделение Крымского педагогического института по специальности «английский язык». Работала учителем английского в школе. В 1973 году защитила диссертацию на соискание ученой степени кандидата педагогических наук на тему «Методика преподавания иностранных языков в средней школе». С 1973 года преподавала английский язык и педагогику в МГУ им. М.В. Ломоносова, затем в МПГУ.
В январе 1992 года Людмила Денисова возглавила лабораторию обучения иностранным языкам Института общего образования Министерство образования РФ (в настоящее время не существует), где занималась продвижением интенсивной методики обучения иностранным языкам в регионы и ближнее зарубежье с целью ознакомления с ней преподавателей иностранных языков школ и ВУЗов.
19 июня 1996 года Людмила Денисова скончалась после тяжелой болезни в возрасте 48 лет..

## Вклад в образование
Л. Г. Денисова являлась последовательницей суггестивного (интенсивного) метода обучения иностранным языкам, изобретенного Г. И. Лозановым и популяризированного в СССР Г. А. Китайгородской. Л. Г. Денисова написала больше 50 научно-методических работ, программ и статей, являлась постоянным автором и членом редколлегии журнала «Иностранные языки в школе».
Учебник Л. Г. Денисовой Snowball English, изданный впервые в издательстве Просвещение в 1993 году, переиздавался дважды: в издательстве «Титул» в 1997 году и в издательстве «Просвещение» в 2004-м. Учебник, созданный в соавторстве в С. М. Мезениным, готовится к переизданию в 2022 году в издательстве Прогресс.

## Семья
Муж, Денисов, Виктор Леонович, драматург, переводчик.